# Міациди
Міациди (Miacidae) — колишня парафілітична родина викопних примітивних плацентарних ссавців, що мешкали в Північній Америці, Європі та Азії в епоху палеоцену та еоцену, приблизно 65—33,9 млн років тому. Ймовірно, що від них походять всі сучасні хижі ссавці. Жили на деревах, мали короткі кінцівки, довгі хвости, витягнуте тіло, вузькі витягнуті мордочки. Полювали на дрібних травоїдних і птахів. За зовнішнім виглядом нагадували сучасних ласок чи вивірок і були озброєні дрібними гострими зубами.

## Класифікація
В традиційному розумінні міациди не є монофілійною групою; це парафілійне об'єднання стем-груп. Традиційно міацид та Viverravidae класифікували в надродину Miacoidea. На сьогодні хижі та міациди згруповані разом у кронову групу Carnivoramorpha, а міацид розглядають як базальних представників Carnivoramorpha. Деякі види роду Miacis близько споріднені з хижими, але лише вид Miacis cognitus є справжнім хижим і знаходиться у підряді псовиді.
Відокремлення хижих від міацид сталося в середньому еоцені (близько 42 мільйонів років тому). Традиційно вважалося, що найпершими хижими були Viverravidae, які з'являються в палеонтологічному літописі в палеоцені (60 мільйонів років тому) в Північній Америці. Проте недавні морфологічні дослідження черепа поставили Viverravidae поза рядом хижих.
- Родина Miacidae†
  - Рід Chailicyon
  - Рід Eosictis
  - Рід Messelogale[4]
  - Рід Miacis
  - Рід Miocyon
  - Рід Oodectes
  - Рід Palaearctonyx
  - Рід Paramiacis
  - Рід Paroodectes
  - Рід Procynodictis[5]
  - Рід Prodaphaenus
  - Рід Quercygale[6]
  - Рід Tapocyon
  - Рід Uintacyon
  - Рід Vassacyon
  - Рід Vulpavus
  - Рід Xinyuictis